# جوزپه مادونیا
جوزپه مادونیا (انگلیسی: Giuseppe Madonia؛ زادهٔ ۱۴ مارس ۱۹۸۳) بازیکن فوتبال اهل ایتالیا است.
از باشگاه‌هایی که در آن بازی کرده‌است می‌توان به باشگاه فوتبال مسینا اشاره کرد.